# Friedrich Hegar
Friedrich Hegar, född 11 oktober 1841, död 2 juni 1927, var en schweizisk tonsättare och dirigent.
Hegar verkade från 1863 i Zürich, först som konstertmästare och sedan som dirigent, och fram till 1914 som direktör för den 1876 av honom grundade musikskolan. Hegars rukte som tonsättare är huvudsakligen kuntut till manskörerna Totenvolk, Rudolf von Werdenberg, Schlafwandel med flera, vilka med sin virtuosa, starkt måleriska hållning visade denna konstart nya vägar.